# Kontinuitätssatz von Hartogs
In der Funktionentheorie wird als Kontinuitätssatz von Hartogs eine Aussage über die Fortsetzung holomorpher Funktionen in sogenannten Hartogsfiguren bezeichnet. Der Kontinuitätssatz stellt eine Verallgemeinerung des Lemmas von Hartogs dar, welches eine analoge Aussage über die Fortsetzung in Polyzylinder macht.

## Hartogsfigur
Zur Formulierung des Kontinuitätssatzes muss zuerst der Begriff der Hartogsfigur eingeführt werden.
{\displaystyle P:=\left\{(z_{1},\dots ,z_{n})\in \mathbb {C} ^{n}\,:\,\left|z_{j}\right|<1,\;j=1,\dots ,n\right\}} bezeichne den Einheits-Polyzylinder. {\displaystyle q_{1},\dots ,q_{n}\in (0,1)} seien positive reelle Zahlen zwischen {\displaystyle 0} und {\displaystyle 1}.
Für {\displaystyle 2\leq k\leq n} sei {\displaystyle D_{k}:=\left\{(z_{1},\dots ,z_{n})\in P\,:\,\left|z_{1}\right|\leq q_{1}{\mbox{ und }}q_{k}\leq \left|z_{k}\right|<1\right\}} sowie {\displaystyle H:=\bigcap _{k=2}^{n}(P\setminus D_{k})}. Das Paar {\displaystyle (P,H)} heißt euklidische Hartogsfigur.
Eine allgemeine Hartogsfigur ist das biholomorphe Bild einer euklidischen Hartogsfigur.

## Kontinuitätssatz
Sei {\displaystyle \Omega \subseteq \mathbb {C} ^{n},\quad n>1} eine offene Teilmenge und {\displaystyle ({\tilde {P}},{\tilde {H}})} eine allgemeine Hartogsfigur in {\displaystyle \mathbb {C} ^{n}} mit {\displaystyle {\tilde {H}}\subseteq \Omega } sowie {\displaystyle f\colon \Omega \rightarrow \mathbb {C} } eine holomorphe Funktion. Falls {\displaystyle {\tilde {P}}\cap \Omega } zusammenhängend ist, lässt sich {\displaystyle f} auf eindeutige Weise nach {\displaystyle \Omega \cup {\tilde {P}}} fortsetzen.